# Trachusa manni
Trachusa manni är en biart som beskrevs av Crawford 1917. Trachusa manni ingår i släktet hartsbin, och familjen buksamlarbin. Inga underarter finns listade i Catalogue of Life.